# Вест-Парк (Флорида)
Вест-Парк (англ. West Park) — місто (англ. city) в США, в окрузі Бровард штату Флорида. Населення — 15 130 осіб (2020).

## Географія
Вест-Парк розташований за координатами 25°58′43″ пн. ш. 80°10′52″ зх. д. / 25.97861° пн. ш. 80.18111° зх. д. (25.978672, -80.181010).  За даними Бюро перепису населення США в 2010 році місто мало площу 5,84 км², з яких 5,67 км² — суходіл та 0,17 км² — водойми.

## Демографія
Згідно з переписом 2010 року, у місті мешкало 14 156 осіб у 4335 домогосподарствах у складі 3336 родин. Густота населення становила 2424 особи/км².  Було 4711 помешкання (807/км²).
Расовий склад населення:
| - 57,9 % — чорних або афроамериканців - 32,8 % — білих - 1,0 % — азіатів - 0,4 % — корінних американців - 4,5 % — осіб інших рас |

До двох чи більше рас належало 3,3 %. Частка іспаномовних становила 28,9 % від усіх жителів.
За віковим діапазоном населення розподілялося таким чином: 27,1 % — особи молодші 18 років, 62,6 % — особи у віці 18—64 років, 10,3 % — особи у віці 65 років та старші. Медіана віку мешканця становила 34,2 року. На 100 осіб жіночої статі у місті припадало 92,8 чоловіків;  на 100 жінок у віці від 18 років та старших — 90,6 чоловіків також старших 18 років.
Середній дохід на одне домашнє господарство  становив 48 538 доларів США (медіана — 37 908), а середній дохід на одну сім'ю — 52 708 доларів (медіана — 43 065). Медіана доходів становила 32 303 долари для чоловіків та 30 466 доларів для жінок. За межею бідності перебувало 20,4 % осіб, у тому числі 25,1 % дітей у віці до 18 років та 28,7 % осіб у віці 65 років та старших.
Цивільне працевлаштоване населення становило 6735 осіб. Основні галузі зайнятості: освіта, охорона здоров'я та соціальна допомога — 21,5 %, роздрібна торгівля — 16,5 %, будівництво — 12,8 %.